# قورتلوجة سفلي
قورتلوجة سفلي هي قرية في مقاطعة خدا أفرين، إيران. عدد سكان هذه القرية هو 590 في سنة 2006.